# Wanderson Silveira Gomes
Wanderson Silveira Gomes, mais conhecido como Wanderson (Sinop, 18 de novembro de 1986), é um ex-futebolista brasileiro que atuava como goleiro.

## Carreira
Foi contratado pelo Coritiba quando jovem, em 2005, ainda para as categorias de base. Promovido, ele nunca teve uma chance de atuar no time principal, sendo reserva de Edson Bastos e Vanderlei.
No final de 2010, foi emprestado ao Botafogo-SP até o final do Paulistão 2011. Como o clube não garantiu a classificação para a segunda fase do Campeonato Paulista, retorno ao Coxa e foi emprestado ao Joinville no segundo semestre.
Em 2012, atuou no Campeonato Carioca pelo Olaria, e na Divisão Especial Catarinense pelo Juventus.
Após uma passagem pelo Marcilio Dias em 2013, foi contratado pelo Brusque para a temporada 2014.

## Títulos
Coritiba
- Campeonato Brasileiro - Série B - 2007, 2010[10]
- Campeonato Paranaense - 2008, 2010

Joinville
- Copa Santa Catarina - 2011
- Campeonato Brasileiro - Série C: 2011

Brusque
- Campeonato Catarinense - Série B: 2015